# Abdelaziz Belkhadem

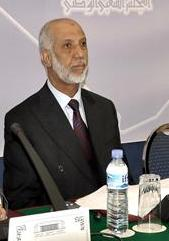
Abdelaziz Belkhadem

Abdelaziz Belkhadem (عبد العزيز بلخادم) (Aflou, 8 november 1945) is een Algerijns politicus. Tussen 2006 en 2008 was hij premier van Algerije.

## Biografie
Belkhadem is gediplomeerd in letteren en economie en begon zijn professionele carrière in 1964 als Inspecteur van Financiën. Daarna was hij docent Arabische letteren. In 1972 benoemde president Houari Boumediene hem tot assistent–directeur van internationale betrekkingen.
Tussen 1977 en 1992 was Belkhadem parlementslid voor de FLN en in 1988 werd hij benoemd tot vicepresident van het parlement (APN). Twee jaar daarna werd hij tot president van het parlement benoemd na het ontslag van Rabah Bitat. Hij bekleedde deze functie van 1990 tot 1992. Van 1991 tot 1997 was hij lid van het Bureau politique van de FLN, waarna hij verschillende ministeriële functies heeft bekleed.
Tussen 2000 en 2005 was Belkhadem minister van Buitenlandse Zaken, daarna was hij tot 24 mei 2006 staatssecretaris en persoonlijke vertegenwoordiger van de president. Op 24 mei 2006 werd Belkhadem benoemd tot minister-president van Algerije. Hij behield deze functie tot 23 juni 2008, toen zijn voorganger Ahmed Ouyahia het premierschap weer overnam.